# Mollington (Oxfordshire)
Mollington is een civil parish in het bestuurlijke gebied Cherwell, in het Engelse graafschap Oxfordshire met 479 inwoners.